# 白岗寺
白岗寺，位于西藏自治区日喀则地区白朗县强堆乡白岗村，是一座藏传佛教寺院。

## 简介
白岗寺是位于西藏自治区日喀则地区白朗县强堆乡白岗村的一座藏传佛教寺院。
2008年4月10日，中共白朗县委书记毛华铭，中共白朗县委副书记、白朗县人大主任普次仁，中共白朗县委常委、县委办公室主任田兵，中共白朗县委常委、县委统战部部长边仓来到白岗寺调研寺庙宗教工作。
2012年，白岗寺的僧人普确被评为西藏自治区爱国守法先进僧尼。